# Phascomurexia naso
Phascomurexia naso é uma espécie de marsupial da família Dasyuridae. É a única espécie descrita para o gênero Phascomurexia. Endêmica da Nova Guiné.

## Características
A parte superior do corpo é geralmente marrom, de fundo cinza. As patas são cobertos por pelos castanhos, os pelos a cima da cauda são ligeiramente mais escuro do que a parte debaixo, alguns animais têm a ponta da cauda branca. Os exemplares maiores são do extremo oeste e leste. O comprimento do corpo é, respectivamente, para os machos e femeas em média, de 28 e 26 cm, e a cauda de 15–14 cm;
É a unica espécie do gênero Phascomurexia que por muito tempo foi contado no gênero Antechinus, mas com base nas características genéticas e morfológicas não são estreitamente relacionados. Foi também chamado sob os nomes de mayeri (Dollman, 1930) e tafa (Tate e Archbold, 1936);

## Hábitos alimentares
Tem uma dieta variada, e pode alimentar-se de insetos, aranhas, mas também de pequenas aves e pequenos mamíferos, anfíbios e répteis.

## Distribuição e habitat
Floresta subtropical e florestas de montanhas na Cordilheira central de Nova Guiné.

## Subespécies
- Subespécie: Phascomurexia naso centralis? (Tate e Archbold, 1941)

Sinônimos do nome científico da subespécie: Antechinus tafa centralis, Antechinus naso centralis;
Nota: Considerado sinônimo de Phascomurexia naso;
Local: Rio Bele, 18 km do Norte do Lago Habbema, Irian Jaya, 2200 m da altitude;
- Subespécie: Phascomurexia naso misim? (Tate, 1947)

Sinônimos do nome científico da subespécie: Antechinus mayeri misim;
Nota: Considerado sinônimo de Phascomurexia naso;
Local: Monte Misim, a 1784m da altitude, Papua Nova Guiné;
- Subespécie: Phascomurexia naso parva? (Laurie, 1952)

Sinônimos do nome científico da subespécie: Murexia longicaudata parva, Antechinus naso parva;
Nota: Considerado sinônimo de Phascomurexia naso;
Local: Baiyanka, Divisa do  Rio Ramu, sudeste da região de Bismark,  2287 m da altitude;
- Subespécie: Phascomurexia naso tafa? (Tate e Archbold, 1936)

Sinônimos do nome científico da subespécie: Phascogale tafa, Antechinus naso tafa;
Nota: Considerado sinônimo de Phascomurexia naso;
Local: Encosta do monte Tafa, divisão central de Papua e Nova Guiné;